# Xmarks

##### Xmarksdejará de estar disponible partir del 1 de mayo de 2018. Ha sido anunciado a sus usuarios por correo electrónico y se muestra en su página web.
Xmarks (anteriormente foxmarks) es una extensión para el navegador web Mozilla Firefox. Ha sido desarrollada por la compañía Foxmarks, con sede en San Francisco (Estados Unidos). Fue fundada en el año 2006 por Mitch Kapor.

## Extensión para Mozilla Firefox
La extensión permite a los usuarios sincronizar los marcadores del navegador Mozilla Firefox entre diferentes ordenadores. Es una de las más populares extensiones, alcanzando casi 7000 descargas por semana y más de 5 millones de descargas totales desde mayo de 2008.

### Características
- Sincronización de marcadores/favoritos de navegación.
- Permite realizar copias de seguridad y recuperarlas.
- Acceso desde un navegador web.
- Acceso desde un teléfono móvil.
- Compartir los marcadores con amigos.
- Sincronizar los perfiles.
- Importar y exportar los marcadores.
- Sincronización opcional de contraseñas (protegidas por un código PIN, de modo que sólo el usuario puede verlas).

### Versiones para otros navegadores
Aún bajo el nombre de Foxmarks había una versión para Internet Explorer. A esto se añade la versión para Safari. Este ha sido el motivo por el cual se ha modificado el nombre.

## Características

### Sincronización segura de contraseñas
Tanto los marcadores como las contraseñas son cifradas durante la transmisión mediante la contraseña del usuario. Además las contraseñas se pueden cifrar con un PIN, de modo que ni siquiera Xmarks puede conocerlas.

### Sugerencia de etiquetas
Al añadir etiquetas se recibe una lista de etiquetas que otros usuarios han empleado. Por ejemplo, en Wikipedia se muestran las etiquetas enciclopedia, wiki y wikimedia.